# Xenikophyton
Xenikophyton är ett släkte av orkidéer. Xenikophyton ingår i familjen orkidéer.
Kladogram enligt Catalogue of Life:
| Xenikophyton | \| \| Xenikophyton seidenfadenianum \| \| \| \| \| \| Xenikophyton smeeanum \| \| \| \| |
|              | \| \| Xenikophyton seidenfadenianum \| \| \| \| \| \| Xenikophyton smeeanum \| \| \| \| |
|              | Xenikophyton seidenfadenianum                                                           |
|              |                                                                                         |
|              | Xenikophyton smeeanum                                                                   |
|              |                                                                                         |